# سيدي امحمد بن علي
سيدي امحمد بن علي بلدية بولاية غليزان الجزائرية. تقع في منطقة جبال الظهرة. خلال فترة الاحتلال الفرنسي سميت رينو (بالفرنسية: Renault)‏ تخليداً لذكرى أحد الجنرالات الفرنسيين. بها ضريح العلامة سيدي محمد بن علي المجاجي، وهو تلميذ سابق في مجاجة الكبيرة ومنه تستمد المدينة اسمها الحالي.

## التسمية
سميت البلدية باسم سيدي امحمد بن علي  تيمنا بالرجل الصالح والعالم الذي كان له دورفي الجهاد ضدالإحتلال الإسباني للجزائر خاصة بمنطقة الظهرة وتنس تحديدا

## التاريخ

### عصر ما قبل التاريخ
عرفت منطقة سيدي أمحمد بن علي استقرار الإنسان منذ العصور الحجرية القديمة نظرا لتنوعها الجغرافي ومكانها الاستراتيجي وغناها بالأراضي الخصبة والمياه الوفيرة والمساحات الغابية الهائلة التي تحتوي على عدة فصائل حيوانية ما يؤكد ذلك هو العثور على عدة آثار قديمة من أدوات وأحجار مصقولة من الصوان والصخر الرملي وبلور الصخر إضافة إلى أواني وعظام متوزعة على عدة كهوف ومغارات ومقابر دولوميت بكل من جبل سيدي سعيد ووادي تالة التي اتخذّ منها الإنسان القديم مستوطنات بدائية له.[محل شك]

### التاريخ القديم
عرفت سيدي أمحمد بن علي ومنطقة الظهرة ككل تعاقب عدة حضارات نوميدية محلية وأخرى بونيقية ورومانية ولعل أحد أقدم الشواهد على ذلك هو قلعة تيميكي أو تيميكي تيميكي البونيقية أعلى قرية عين مطبول أقصى شمال شرق البلدية على الحدود مع تاوقريت.[بحاجة لمصدر] وهي مدينة تجارية عسكرية أسست في القرن الرابع قبل الميلاد لحراسة سهل قري الخصب وتأمين الطريق التجاري الذي كان يخترقه نحو الساحل ومراقبة تحركات قبائل المنطقة حيث بنيت فوق هضبة صخرية عالية. خضعت تيميكي لسلطة مملكة نوميديا منذ 202 ق.م لغاية سقوطها على يد الرومان سنة 46 م.[بحاجة لمصدر]
في بداية القرن الأول ميلادي شهدت المنطقة استقدام قبيلة قبيلة مغراوة التي كانت تستوطن محيط إيكوزيوم إلى منطقة الظهرة وحوض الشلف بأمر من الملك بطليموس الموريطاني لتبسط القبيلة نفوذها على جبال الظهرة التي سميت بإسمها «جبل مغراوة».[بحاجة لمصدر]

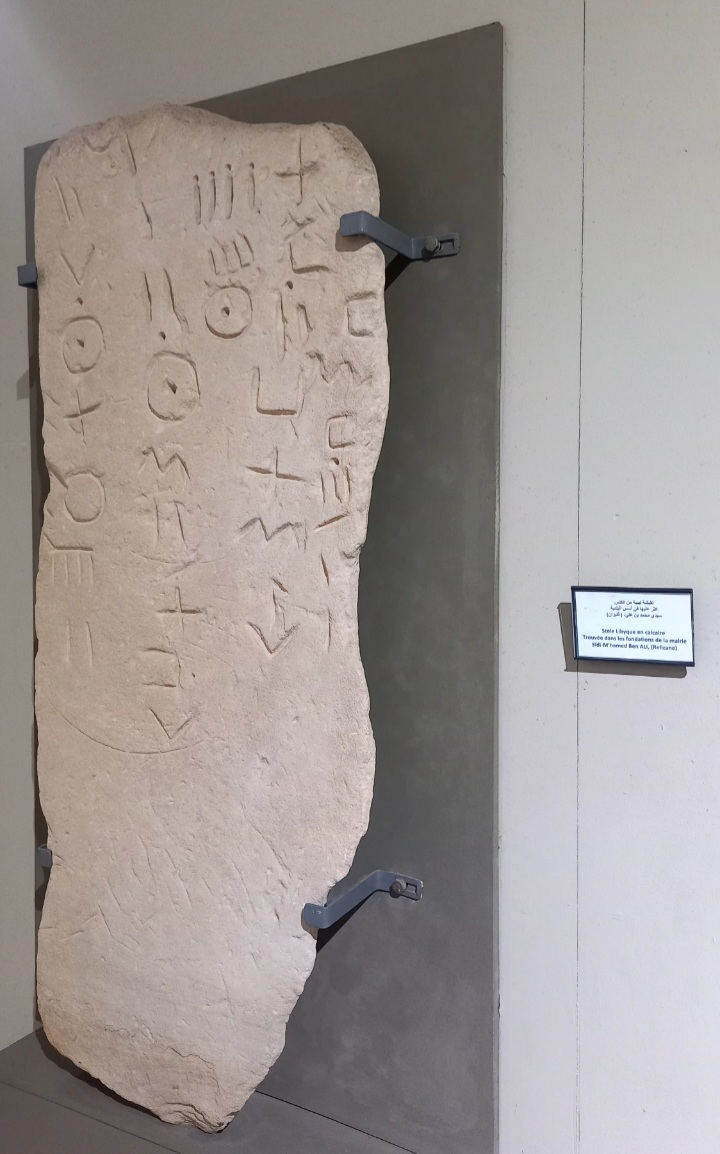
نقيشة بونيقية بمتحف أحمد زبانة

في القرن الثاني ميلادي أعاد الرومان تجديد وتحصين قلعة تيميكي وميناء آرسوناريا شمالها وشهدت المنطقة في هذا القرن تعمير مدني واسع إذ استوطنت بوسط مدينة سيدي أمحمد بن علي الحالية عشيرة ماسوناي ريجيس الزناتية الأمازيغية سادة تالة- سيدي أمحمد بن علي-مازونة، طور خلالها مركز تجاري عسكري بوسط المدينة لازالت سبالة السوق والأنفاق الحجرية العتيقة بحي مقبرة النصارى شاهدة عليها إضافة إلى صفائح وشواهد تم العثور عليها بحديقة منزل المعمر أوقست كولان (بالفرنسية: Auguste collin)‏ خلال فترة الإحتلال الفرنسي والتي تحتوي على نقوش بحروف بونيقية:
- الأولى مكتوب عليها «كدات، كاكو ابن باكو»
- الثانية: «أوحيرتب كاكو كاديتون ابن زابواب باحيت، كاقاز تامو، داليت فينينو، ديد»

```
الصفيحة الثانية متواجدة حاليا ب 
المتحف الوطني أحمد زبانة
 بوهران. 
[
بحاجة لمصدر
]
```

الاكتشاف يدل حسب المؤرخ مولاي بلحميسي على مقر إقامة القبيلة البربرية المسماة «بريجيس ماسوناي جاننتيس» المغراوية وسط مدينة سيدي أمحمد بن علي.[بحاجة لمصدر]
من المرجح أن كل من تيميكي وماسوناي دمرتا من طرف البيزنطيين سنة 540 م كردة فعل عن مشاركة الساكنة في ثورة الملك الموريطاني ماسونا [ما العلاقة؟]

### الحقبة الإسلامية
كانت قبيلة مغراوة الساكنة بمحيط سيدي أمحمد بن علي وما جاورها أول القبائل الأمازيغية اعتناقا للإسلام عند ظهوره فقد بادر زعيم قبيلة مغراوة «صولات بن وزمار» بزيارة الخليفة عثمان بن عفان رضي الله عنه إلى المدينة سنة 25 للهجرة الموافق ل 645م إذ أسلم على يده ثم عاد إلى قومه بجبل مغراوة (جبل الظهرة وحوض الشلف) ودعاهم للإسلام فأسلموا جميعا طواعية،[بحاجة لمصدر] يذكر أن مغراوة كانت من أقوى وأكبر القبائل وأشدها بئسا حسب ابن خلدون (ثلث البربر) آنذاك.[بحاجة لمصدر]

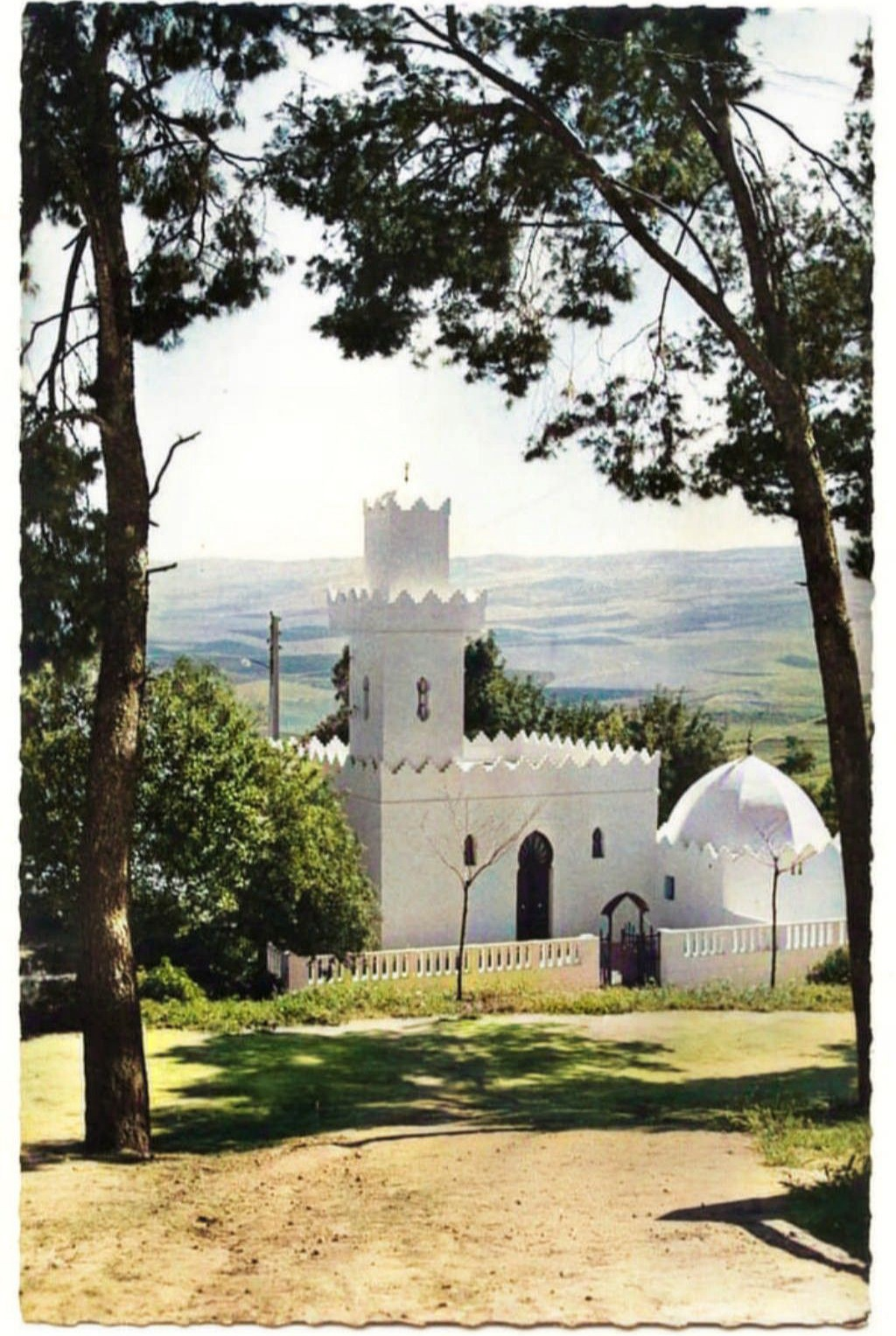
ضريح سيدي امحمد بن علي

### الحقبة العثمانية
أضحت سيدي أمحمد بن علي همزة وصل ومحور تقاطع بين قبائل المنطقة ومدينة مازونة القريبة عاصمة الغرب من 1563-1701م فعرفت إنشاء سوق في المكان المسمى «سبالة السوق».[بحاجة لمصدر] كما كان يقصد سوق المنطقة كثيرا محمد بن علي المجاجي 1538-1599م الذي أنشأ بها مدرسة صغيرة أو منعزلا كان يقدم فيها دروسا ومواعظ ويحكم في قضايا الناس ويعدل بينهم مما زاد من محبتهم إليه وتوافدهم لإستشارته من سائر ربوع الظهرة.[بحاجة لمصدر]
سنة 1599م استشار باي مازونة «الباي صواق» سيدي محمد بن علي في قضية زواجه من زوجة أبيه المتوفي فرفض الإمام ذلك رفضا قاطعه وأصدر فتوى بعدم جواز هذا الزواج فغضب الباي كثيرا ودبر له مكيدة وقتله بنفس المكان الذي كان يلقي فيه دروس ويحمل إسمه اليوم «ضريح سيدي امحمد بن علي» قرابة مسجد قباء. غضبت قبائل المنطقة لذلك وطردت الشيخ بن شاعة المتورط في المقتل (يعتقد أن التهمة ملفقة للشيخ كي يبعد الباي التهم عن نفسه) كما بنت ضريحا للإمام المتوفي الذي أصبح مزارا لهم ولأحفاده لغاية يومنا هذا.[بحاجة لمصدر]

### حقبة الاستعمار الفرنسي

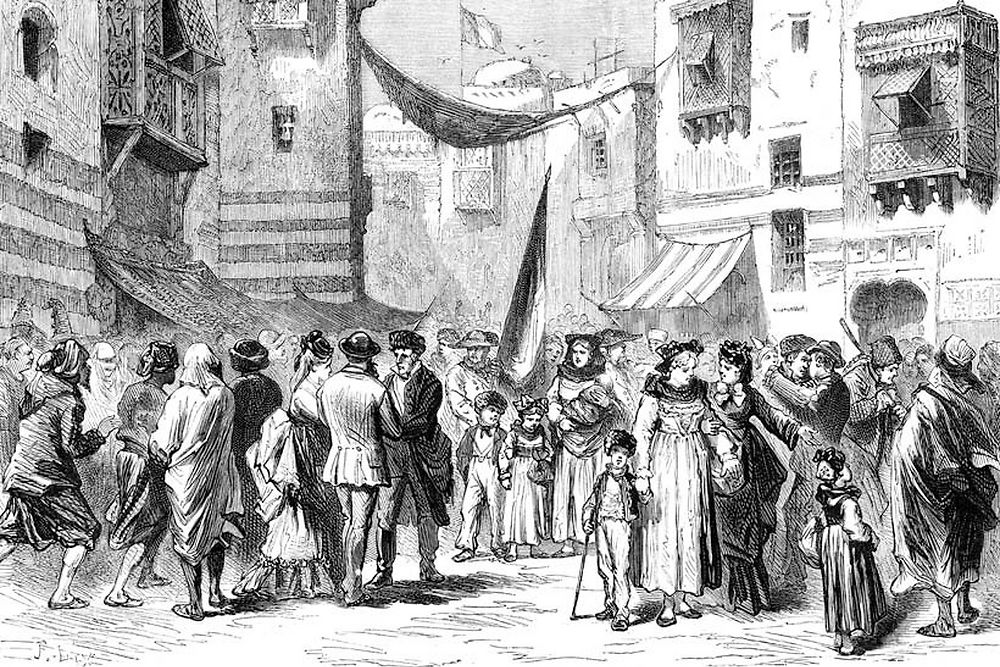
وصلال الألزاسيون للجزائر1847

تم إنشاء المركز الاستيطاني رينو (بالفرنسية: Renault)‏ عام 1874، وكان في البداية تابعا للبلدية المختلطة سيدي علي Cassaigne إذ كان يضم أزيد من 80 قطعة فلاحية و20 قطعة صناعية على مساحة 2754 هكتار،49 آر،75 سنتيار.[بحاجة لمصدر] كما تم بناء 72 منزل، كوخين ومسح 56 هكتار وزرع 10.406 شجرة وزرع 1101 هكتار. 16 عائلة من أصل ألزاسي ولوراني استقرت بالبلدة وتم توزيع أزيد مع 813هكتار على المسلمين أغلبهم من مازونة والقبائل المحيطة لخلق حركية

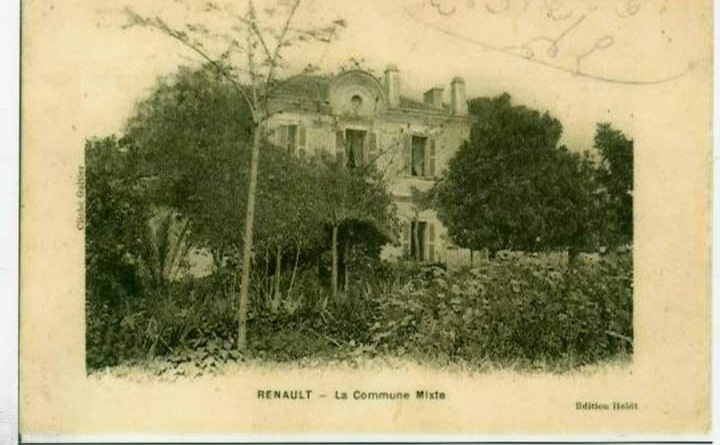
البلدية المختلطة رونو

وديناميكية تجارية فشهدت البلدة تطورا كبيرا بعد إنشاء القلعة الحصينة «برج رينو» (بالفرنسية: le Bordj de Renault)‏ الذي كان يعتبر أهم برج على مستوى الظهرة بضمه لعدة مرافق منها كنيسة ومركز للدرك وابتدائية وعدة شقق للموظفين البلديين علاوة على ذلك تم تهيئة سبالة السوق التي تعود للحقبة الرومانية وتوسعتها إلى مغسل وحوض كبير للاستعمالات اليومية وتم إطلاق مناقصات لكراء السوق المجاور كل ثلث سنوات مقابل 15ألف فرنك.[بحاجة لمصدر]
بفضل الأهمية الاستراتيجية التي لعبتها رينو كأهم مدينة بالظهرة ونظرا لبعدها عن سيدي علي تم في 16 جويلية 1883 ترقيتها إلى بلدية مختلطة رينو (بالفرنسية: Renault)‏ تحت تصرف حاكم عام تضم كل
- رنو مركز،
- الحمادنة مركز،
- بوعلوفة مركز،
- بوماتع،
- قصبة مازونة،
- مديونة،
- أولاد سلامة،
- تاغية،
- القرايرية،
- واريزان

و كان العدد الإجمالي للسكان وفق الإحصاء الذي أجري في نفس السنة 26.908 ألف نسمة بينهم[بحاجة لمصدر] :
- أهالي: 26.318 نسمة
- معمرين: 504 نسمة
- يهود:24 نسمة
- أجانب:62 نسمة.

في سنة1931 أصبحت سيدي أمحمد بن علي أول بلدة تتحصل على الكهرباء في منطقة الظهرة.

### بعد الاستقلال
أعيد تسمية المدينة سيدي أمحمد بن علي كما كانت تدعى سابقا وهي اليوم مركز دائرة تضم بلديتين أخريين مديونة وبني زنطيس.

## التجمعات السكنية

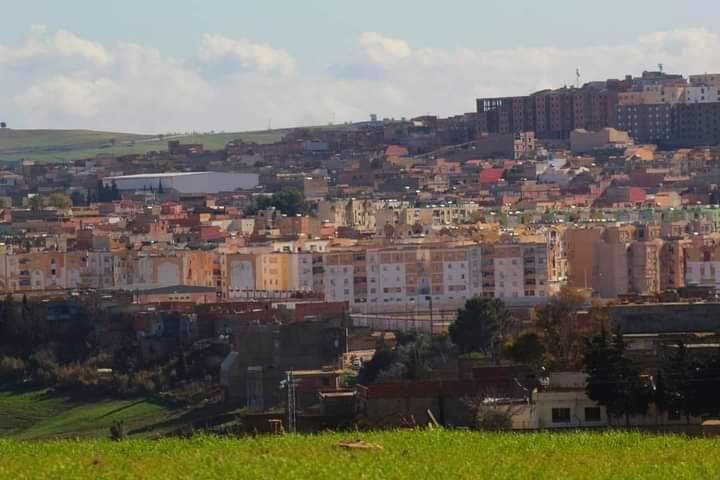
تجمعات سكانية

تضم البلدية التجمعات السكنية التالية:
- سيدي امحمد علي مركز
- شايب الذراع
- عين أم الطبول
- مساعدية
- شاقور
- سيدي خالفي
- العوايلية

## الاقتصاد

### الزراعة والصناعة
اقتصاد المدينة قائم على الزراعة بشكل كبير فهي تتوفر على عدة سهول خصبة ذات مردودات فلاحية هائلة غالبا ما تتصدر الترتيب الولائي والوطني مخصصة لزراعة القمح بأنواعه أبرزها سهل قري، سهل العرجة الحمراء، سهل التوارس وبها مساحات شاسعة من الكروم الذي يستخدم بعضه في صناعة الخمر والكحول عبر مصانع الخمر المتواجدة منذ فترة الاستعمار الفرنسي والموجهة للتصدير.[بحاجة لمصدر]
كما تحتوي المدينة على صناعات أخرى خفيفة كمصنع للآجر وآخر لصناعة المشروبات الغازية. [بحاجة لمصدر]

## وصلات خارجية
- معلومات من موقع وادي رهيو بالفرنسية
- سيدي امحمد بن علي